# Poeoptera sharpii
El estornino de Sharpe (Poeoptera sharpii)  es una especie de ave paseriforme de la familia Sturnidae. Se encuentra en Burundi, República Democrática del Congo, Etiopía, Kenia, Ruanda, Sudán, Tanzania y Uganda.
El nombre común y el nombre binomial en latín conmemora al zoólogo británico Richard Bowdler Sharpe.